# Hohenspringe
Hohenspringe ist ein Gemeindeteil der Stadt Bad Belzig im Landkreis Potsdam-Mittelmark in Brandenburg.

## Lage
Das Dorf Hohenspringe liegt im Hohen Fläming in der Werbiger Heide etwa 17 Kilometer nordwestlich von Bad Belzig und acht Kilometer nordöstlich von Görzke. Umliegende Ortschaften sind Groß Briesen im Norden, Egelinde und Verlorenwasser im Osten, Werbig im Südosten, Dangelsdorf im Süden, Görzke im Südwesten, Dahlen im Westen sowie Gräben im Nordwesten.
Nördlich von Hohenspringe verläuft die Kreisstraße 6935. Das Verlorenwasser fließt durch den Ort.

## Geschichte
Hohenspringe entstand im Jahr 1610 durch den Bau einer Papiermühle. 1684 wurde im Ort eine Schneidmühle errichtet. Im Jahr 1782 hatte Hohenspringe eine Mühle sowie zwei Haushalte mit insgesamt 14 Einwohnern. Zwischen 1870 und 1880 gab es im Ort eine Bleiche. Ein Sägewerk in Hohenspringe wurde 1952 aufgelöst. 1955 hatte Hohenspringe noch 27 Einwohner, 1994 nur noch 10.
Hohenspringe lag seit jeher im Königreich Preußen. Dort war der Ort Teil des Forstgutsbezirks Werbig. Am 30. September 1928 wurde Hohenspringe nach Werbig eingemeindet. Am 25. Juli 1952 wurde Hohenspringe vom Landkreis Burg im Bezirk Magdeburg in den Kreis Belzig im Bezirk Potsdam umgegliedert. Nach der Wende lag Hohenspringe im Landkreis Belzig in Brandenburg und gehörte als Teil der Gemeinde Werbig zum Amt Belzig. Nach der Kreisreform in Brandenburg am 6. Dezember 1993 kam die der Ort schließlich zum neu gebildeten Landkreis Potsdam-Mittelmark. Zum 31. Dezember 2002 wurde Werbig nach Bad Belzig eingemeindet, womit Hohenspringe ein Gemeindeteil Bad Belzigs wurde.

## Nachweise
1. ↑  Hohenspringe. In: wiki.genealogy.net. Abgerufen am 27. März 2025.
2. ↑  Hohenspringe im Geschichtlichen Ortsverzeichnis. Abgerufen am 27. März 2025.